# Zeldia trifurcata
Zeldia trifurcata är en rundmaskart. Zeldia trifurcata ingår i släktet Zeldia och familjen Cephalobidae. Inga underarter finns listade i Catalogue of Life.